# Паломар
Паломар (шп. El Palomar, Buenos Aires) је градић у Аргентини. Налази се у области Буенос Ајрес, у близини престонице Аргентине Буенос Ајреса.

## Занимљивости
- Паломар је родно место познате глумице Камиле Бордонабе.